# Château de Dalhousie
Pour les articles homonymes, voir Dalhousie.
Le château de Dalhousie est un château fort des XIIIe et XVIIe siècles situé à Bonnyrigg dans le Midlothian à 13 km au sud d’Édimbourg en Écosse. Il sert d'hôtel et de restaurant de luxe depuis 1972.

## Historique
Ce château était le siège du comté de Dalhousie, fief du Clan Ramsay (fondé au XIIe siècle par le chevalier patriarche anglais du clan Simon de Ramsey (Simundus de Ramesie)). 
Le château en pierre rouge d'origine est située dans un endroit stratégique surplombant la rivière Esk. Le château actuel date du XVIIe siècle et la tour du tambour, la plus ancienne partie de la structure actuelle date du milieu du XVe siècle. 
Le roi Édouard Ier d'Angleterre a séjourné dans le château lors de la Bataille de Falkirk (1298) contre l'indépendantiste écossais William Wallace. 
En 1400 sir Alexandre Ramsay a résisté six mois dans ce château à un siège mené par le roi Henri IV d'Angleterre. 
Oliver Cromwell utilise le château comme une base pour son invasion de l'Écosse.

## Intrigue
Dans la chambre William Wallace du château, voilà plus de huit siècles, lady Catherine de Dalhousie s'éprit d'un jeune homme que ses parents lui interdirent de voir. Elle s'enferma dans la plus haute pièce du château, où elle mourut de faim. La légende raconte qu'elle erre la nuit, en quête de son amour perdu. 

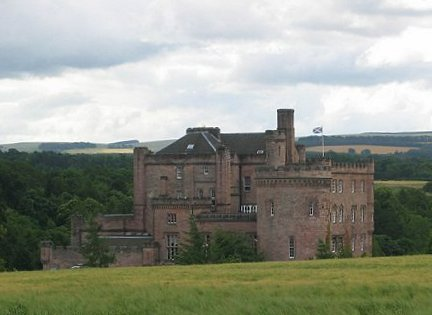
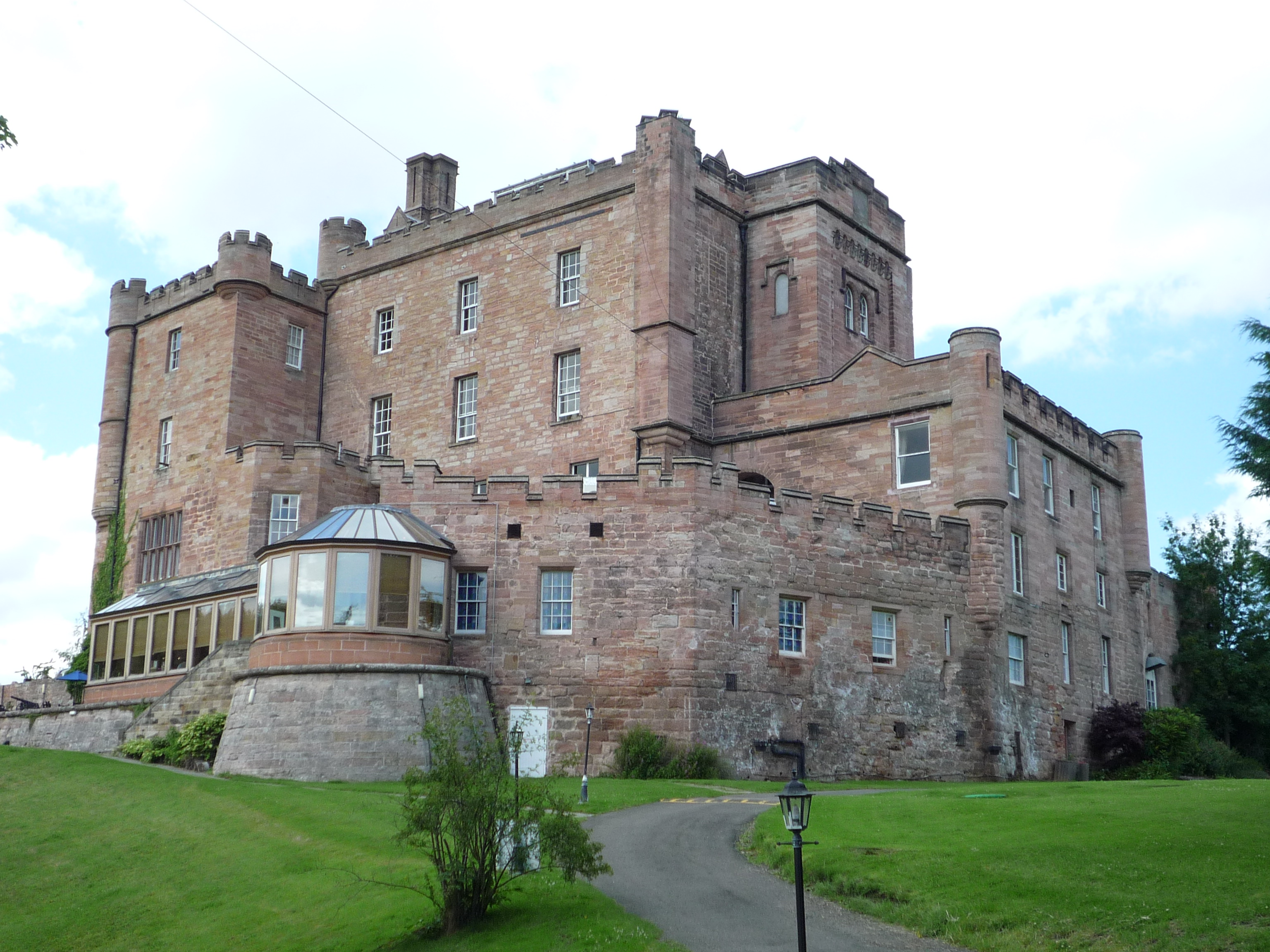